# Station Ilmenau
Station Ilmenau is een spoorwegstation in de Duitse plaats Ilmenau. Het station werd in 1879 geopend. 